# Hadena olivochroa
Hadena olivochroa là một loài bướm đêm trong họ Noctuidae.